# Frente Nacional de Resistencia Libanés
El Frente Nacional de Resistencia Libanés (árabe :  جبهة المقاومة الوطنية اللبنانية), más conocido como Jammoul, fue una guerrilla del Líbano de la década de 1980. Actuó como sucesor del Movimiento Nacional del Líbano.

## Orígenes
Esta organización fue fundada el 16 de septiembre de 1982, el mismo día cuando el Ejército de Israel entró en Beirut Occidental. El Partido Baaz Árabe Socialista emitió ese día un comunicado a la población libanesa a levantarse en armas contra Israel. El Jammoul obtuvo el completo apoyo del Frente Democrático para la liberación de Palestina (FDLP).

## Estructura y organización
El Jammoul no tenía la fuerza de otros grandes grupos militantes en el Líbano, pero fue una fuerza altamente eficaz, estimándose en más de 200 – 500 guerrilleros más o menos de la LCP, OCAL, LABP, ADP, flar, FPLP y FDLP, colocado bajo el mando general de Elias Atallah. Una fuerza operacional conjunta se estableció en la aldea de Kfar Rumman en la región de Jabal Amell en el sur del Líbano, con reuniones de los líderes del grupo diario y secreto para coordinar las actividades de las células subterráneas del oeste Beirut, Sidón, Tiro y Nabatiyeh en el sur del Líbano. La Mayoría de los observadores cree que el frente era una organización Pro Siria cuyos guerrilleros fueron sobre todo libaneses. Sin embargo, la OLP dijo que las acciones reclamadas por el Jammoul realmente se llevaron a cabo por las células de la guerrilla Palestina aislada y algunos izquierdistas libaneses radicales.

## Actividades: 1982-1985
El Jammoul llevó a cabo 128 ataques contra las FDI y objetivos israelíes en Beirut y el Sur del Líbano en junio, julio y agosto de 1983. En este punto fue conocido como el frente nacional de resistencia libanés y fue respaldado por Siria.

## Declive y fin
Un número considerable de guerrilleros del Jammoul murieron en combate mientras luchaban contra las tropas israelíes y el Ejército del Sur del Líbano (ELS), mientras que militantes como Anwar Yassin y Soha Bechara fueron tomados prisionero y encarcelados en el infame centro de detención de Khiam. Varios otros fueron liquidados en asesinatos contra activistas de izquierda en Beirut y el Sur del Líbano a finales de 1980. La última operación de Jammoul registrada se produjo en 1999.